# Regina Jeongsun
Regina Jeongsun (정순왕후 김씨, 1745–1805) a fost Regina consoartă ce s-a căsătorit cu regele Yeongjo (1724–76), și regent a Coreei în 1800-1805 în calitate de gardian al strănepotului minor, Sunjo de Joseon (1790–1834, r 1800–1834).  

## Biografie
Fiica a lui Kim Han-gu (김한구) și Lady Won. După moartea primei Regine a lui Yeongjo în 1757, ea a devenit regină în 1759. Ea a făcut o impresie de înțelepciune încă de la începutul căsătoriei ei cu talentul ei oratoric. Clanurile din familia sa au intreprins conflicte grele, care au afectat-o pe regină.
Ea a rămas văduvă în 1776. Stră-nepotul ei a avut numai 11 ani când a urcat pe tron în 1800, Jeongsun, a devenit regentă. Ca regent ea s-a făcut responsabilă de Persecuția catolică din 1801. Ea a condus până la moartea sa din 1805.

## Familie
- Socru: Sukjong de Joseon
- Soț: Yeongjo de Joseon
- Fiul vitreg: Prințul Sado
- Nepot Vitreg: Jeongjo de Joseon
- Stranepot Vitreg: Sunjo de Joseon
- Soacră: Nobila Consoartă Regală Suk din clanul Choi

## Titluri
- 1745-1759: Lady Kim
- 1759-1776: Maiestatea Sa Regina de Joseon
- 1776-1800: Maiestatea Sa  Regină Vaduvă de Joseon
- 1800-1805: Maiestatea Sa  Mare Regină Vaduvă de  Joseon